# 新北市新店區北新國民小學

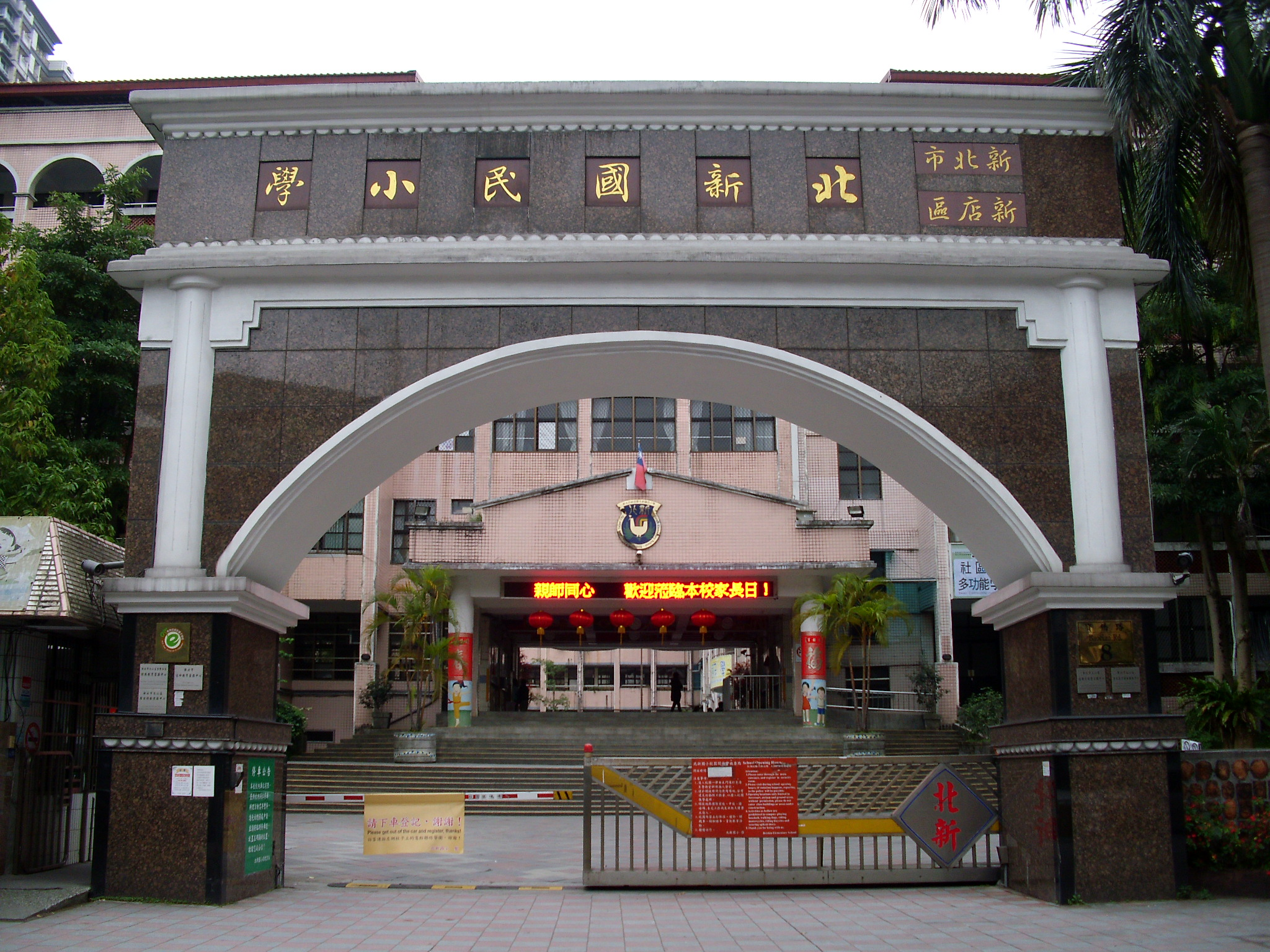
北新国民小学

新北市新店区北新国民小学（Beisin Elementary School），簡稱北新國小，為臺灣新北市新店區的一所小學，創建於1988年。

## 校史沿革
台北縣新店市於戰後人口成長快速，為滿足市內學童就學需求，1987年5月台北縣政府委派時任大豐國小校長袁友冠著手辦理徵收校地相關事宜。時任新店市市長鄭貞德將學校命名為「臺北縣新店市北新國民小學」，同時期獲台北縣政府核准正式命名為「臺北縣新店市北新國民小學」。1988年7月獲臺灣省政府核准正式成立，創校校長為徐昭光。2010年12月25日，臺北縣升格為直轄市新北市，校名更變為「新北市新店区北新国民小学」。

## 特色活動
兒童節，北新國小為歡度「兒童節」，安排「上下課大翻轉」，當日變成上課10分鐘、下課40分鐘，並安排國立台北大學科學社表演科學魔術，還有師生舞蹈表演、有獎徵答、師生慶生會等。

## 學校周邊
- 台北捷運七張站
- 家樂福新店店

## 學區
五峰里、新安里、忠誠里、寶興里、張北里、寶福里、中興里(1-14鄰)、長春里、寶安里(1-13鄰)、仁愛里(1-12鄰)。

北新國小、青潭國小自由學區：美潭里(16-20鄰)。

## 外部連結
- 新北市新店區北新國民小學